# Walking in the Air
Walking in the Air е песен, написана за анимационния филм „Снежният човек“ (1982). Във филма, песента се изпълнява от солиста на момчешкия хор на катедралата Сейнт Пол (Лондон) Питър Оути. Композирана е от Хауърд Блейк.
Песента е изпълнявана от много изпълнители и групи:
- Celtic Woman
- Nightwish
- Rainbow
- Сара Брайтмън с Пласидо Доминго, Рикардо Кочанте и Хелмут Лоти
- Алед Джоунс
- Таря Турунен
- Хейли Уестерна
- Джордж Уинстън
- Declan Galbraith
- Connie Talbot
- Клиф Ричард
- Iron Maiden

Iron Maiden - Walking In The Air - Bercy France 1986